# Mitrella silvatica
Mitrella silvatica är en kirimojaväxtart som beskrevs av Friedrich Ludwig Diels. Mitrella silvatica ingår i släktet Mitrella och familjen kirimojaväxter. Inga underarter finns listade i Catalogue of Life.